# 九龍巴士292P線
九龍巴士292P線是香港一條由西貢單向往觀塘的巴士路線，途經菠蘿輋、白沙灣、南圍、壁屋、井欄樹、牛池灣及九龍灣等地，並以創紀之城為終點站，是唯一由西貢郊區開出的早晨特別路線。

## 歷史
- 1994年10月16日：投入服務，初時於平日07:35開出一班。
- 1998年8月24日：增加班次至兩班車，開車時間改為平日07:30及07:45兩班。
- 2002年10月28日：港鐵將軍澳線通車後，部份居民改乘新巴792M線或新界區專線小巴101M線接駁港鐵，加上往返西貢及觀塘的紅色公共小巴投入服務，而井欄樹一帶亦已經有快捷的專線小巴104線來往觀塘市中心及港鐵牛頭角站，收費比起本線便宜，本線需求下降，因此取消07:45的班次。
- 2015年9月5日：增設到站時間預報。[1]
- 2016年7月9日：取消星期六服務。
- 2017年8月28日：更改行車路線，改經九龍灣商貿區[2]：
  - 依原有路線駛至觀塘道後，改經福淘街、牛頭角道、啟祥道、宏照道、常悅道、宏光道、啟福道及啟福道天橋，然後返回觀塘道「創紀之城」終點站；
  - 取消觀塘道「牛頭角下邨」及「觀塘道休憩處」站，並新增牛頭角道「淘大花園」、宏照道「臨華街」、常悅道「常悅道」及啟福道「宏通街」站。

## 服務時間及班次
星期一至五
- 西貢開：07:30

星期六、日及公眾假期不設服務

## 收費
全程：$9.0
| - 本線設有12歲以下小童及65歲或以上長者半價優惠。 - 65歲或以上香港居民使用「樂悠咭」，以及12歲以下合資格殘疾兒童使用「殘疾人士身份」個人八達通繳付車資，均可享有每程$2.0或半價（以較低者為準）的票價優惠；12至64歲合資格殘疾人士使用「殘疾人士身份」個人八達通（包括「樂悠咭」），以及60至64歲香港居民使用「樂悠咭」繳付車資，均可享有每程$2.0或全費（以較低者為準）的票價優惠。 - 65歲或以上長者如使用長者或一般個人八達通繳付車資，則只可享有半價優惠；12至64歲合資格殘疾人士如不使用「殘疾人士身份」個人八達通，以及60至64歲人士如不使用「樂悠咭」繳付車資，必須繳付全費。 - 乘客可以現金或八達通於上車時付款，不設找續。 - 每位成人乘客可免費攜帶最多兩名4歲以下而不佔座位的兒童乘客乘車，超額之4歲以下小童必須繳付小童車費乘車。 - 持有「九巴月票」之乘客在車票有效期內，每日可享最多10程任何九龍巴士及龍運巴士路線（包括本路線，以及聯營路線的九龍巴士／龍運巴士提供的班次；惟乘搭機場「A」及「NA」線則可享原價二七折優惠（不會計算每天10次合資格車程））；而B1線則每日可享最多各2程（不會計算每天10次合資格車程）。 - 九龍巴士、城巴、龍運巴士及陽光巴士全職員工及家屬（不包括外判職員）可免費乘搭本路線，惟必須拍職員或職員家屬八達通。 - 乘客亦可透過多元化電子支付系統（e度嘟）繳付車資，包括使用非接觸式VISA卡、JCB卡、萬事達卡、銀聯卡、美國運通、大來國際、Discover Card、Apple Pay、Google Pay、Samsung Pay、AlipayHK「易乘碼」、支付寶、WeChatHK／微信支付「搭車碼」、銀聯雲閃付「乘車碼」及BOC Pay「乘車碼」。乘客使用此付款方式，使用此支付方式的乘客可享有中途下車之分段收費，以及與其他九巴／龍運獨營路線或聯營線九巴／龍運班次之轉乘優惠，惟不適用於與非九巴／龍運路線之轉乘優惠，亦不能享有「公共交通費用補貼計劃」及「長者及合資格殘疾人士公共交通票價優惠計劃」。 |

## 用車
本線由九龍灣車廠管理的94線行走當天字軌S01的用車擔任。該用車行走完畢會返回西貢調走92/94/99線。主要用車為Enviro500 MMC 12米。

## 行車

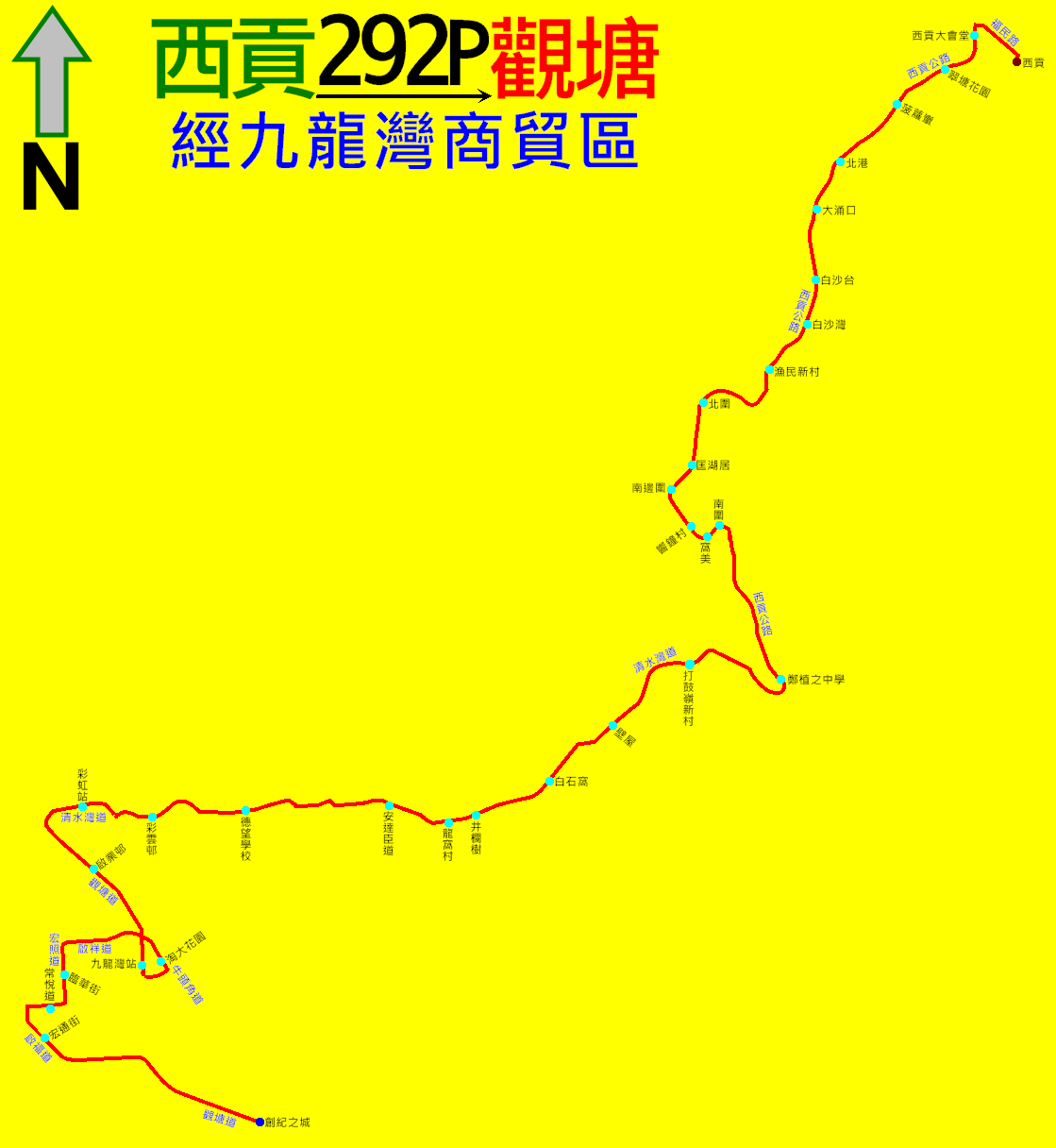
292P線的走線圖

經：惠民路、福民路、普通道、西貢公路、清水灣道、觀塘道、福淘街、牛頭角道、啟祥道、宏照道、常悅道、宏光道、啟福道、啟福道天橋及觀塘道。

### 沿線車站
| 1      | 西貢巴士總站               | 西貢公共運輸交匯處 |
| 2      | 西貢大會堂                 | 普通道             |
| 3      | 翠塘花園                   | 西貢公路           |
| 4      | 菠蘿輋                     | 西貢公路           |
| 5      | 北港                       | 西貢公路           |
| 6      | 大涌口                     | 西貢公路           |
| 7      | 白沙臺                     | 西貢公路           |
| 8      | 白沙灣                     | 西貢公路           |
| 9      | 漁民新村                   | 西貢公路           |
| 10     | 北圍                       | 西貢公路           |
| 11     | 匡湖居                     | 西貢公路           |
| 12     | 南邊圍                     | 西貢公路           |
| 13     | 響鐘村                     | 西貢公路           |
| 14     | 窩美                       | 西貢公路           |
| 15     | 南圍                       | 西貢公路           |
| 16     | 鄭植之中學                 | 西貢公路天橋       |
| 17     | 打鼓嶺新村                 | 清水灣道           |
| 18     | 壁屋                       | 清水灣道           |
| 19     | 白石窩                     | 清水灣道           |
| 20     | 井欄樹                     | 清水灣道           |
| 21     | 龍窩村                     | 清水灣道           |
| 22     | 安達臣道                   | 清水灣道           |
| 23     | 德望學校                   | 清水灣道           |
| 24     | 彩雲邨                     | 清水灣道           |
| 25     | 牛池灣轉車站－彩虹站（K6） | 坪石公共運輸交匯處 |
| 26     | 啟業邨                     | 觀塘道             |
| 27     | 九龍灣站（東九文化中心）   | 觀塘道             |
| 28     | 淘大花園                   | 牛頭角道           |
| 29     | 臨華街                     | 宏照道             |
| 30     | 常悅道                     | 常悅道             |
| 31     | 宏通街                     | 啟福道             |
| 啟福道 |                            |                    |
| 32     | 觀塘轉車站－創紀之城（U1） | 觀塘道             |

## 外部連結
- 九巴292P線—九龍巴士 （页面存档备份，存于）